# Tranzistor
Tranzístor je polprevodniški elektronski element s tremi priključki, ki ga uporabljamo za ojačevanje, preklapljanje, uravnavanje napetosti, modulacijo signalov in v številne druge namene. Je eden ključnih gradnikov sodobne elektronike in uporabljen v praktično vsaki elektronski napravi. Skoraj popolnoma je nadomestil velike energetsko potratne elektronke, v preteklosti uporabljane za te namene.
Tranzistor deluje kot nastavljiv ventil, ki na osnovi vrednosti baznega toka (pri bipolarnem tranzistorju) ali napetostjo med vrati in ponorom (pri tranzistorju na poljski pojav) določa tok skozi tranzistor. Omogoča nam, da z majhnimi tokovi (oziroma napetostmi) na bazi uravnavamo veliko večji tok, ki teče med drugima dvema priključkoma.
Tranzistor so izumili John Bardeen, Walter Houser Brattain in William Bradford Shockley decembra leta 1947 v Bellovih laboratorijih.

## Zgodovina
Leta 1906 je Lee de Fores patentiral triodo (izboljšana vakumska dioda), elektronski element oz. predhodnik tranzistorja, ki je omogočal izdelovanje ojačevalnikov in radia na osnovi amplitudne modulacije. Izum je na področju elektronike pomenil pravo revolucijo. Vendar se je s časom pokazalo, da so elektronke izredno nepraktične zaradi svoje velikosti, velike električne porabe, kratke življenjske dobe in toplote ki so jo proizvajale med delovanjem. Znanstveniki so se zato odpravili na lov za novimi bolj praktičnimi elementi, ki bi nadomestili elektronke. Veliko so obetali, v tistem času še relativno slabo raziskani, polprevodniški elementi. Ti so kot prvi nadomestili vakumsko diodo, okoli leta 1906 so znanstveniki, ki so delali na področju radija odkrili kristalni detektor znan tudi kot Cat's-wisker detektor. Šlo je za preprost polprevodniški spoj med kovino in polprevodniškim kristalom (schottkyjev spoj), ki je usmerjal tok čez element. V bistvu je bila to prva polprevodniška dioda, ki je omogočala iz nosilnega radijskega signala izluščiti avdio signal. Od diode do tranzistorja pa je le kratek korak. Vendar takrat temu ni bilo tako, čeprav so kristalne detektorje uporabljal vse od njihovega odkritja pa do odkritja sodobnega tranzistorja so se zaradi svoje zahtevne izdelave in uporabe izkazali kot slepa ulica za nadaljnji razvoj
Znanstveniki so iskali naprej, leta 1925 je fizik Julius Edger Lilienfild v Kanadi vložil patent za tranzistor na poljski pojav. Zadeva je ostala le pri patentu saj se je izkazalo, da je bila ideja Lilienfilda daleč pred svojim časom. Podoben patent je leta 1934 vložil tudi Nemec Oskar Heil, vendar tudi njegova ideja še lep čas ni zaživela. Velik napredek na področju fizike, kemije in elektronike sta nepričakovano povzročili druga svetovna vojna in hladna vojna saj je ameriška vojska potrebovala nove materiale in opremo za razvoj katere je namenjala ogromna finančna sredstva, ki so posledično vplivala tudi na razvoj tranzistorja.
Leta 1947 se je skupina znanstvenikov, John Bardeen, William Shockley in Walter Brattain, v Bellovih laboratorijih lotila enkrat za vselej raziskati naravo elektronov v spoju med kovino in polprevodnikom. Med eksperimentiranjem s polprevodniškimi elementi so na kristal germanija pritrdili dve zlati konici ter skoznju spotili različne električne signale. Na presenečenje vseh so se signali na izhodu ojačali, kar je pomenilo da je izhodni signal večji od vhodnega. Vodja skupine Shockley je v tem odkritju videl velik potencial zato je ukaza še podrobnejše raziskave, ki so trajale še naslednjega pol leta. Da je izum še kako uporaben so dokazali z izdelavo ojačevalnika, ki prvič v zgodovini ni potreboval elektronk in zamudnega ogrevanja ob vklopu. Ime tranzistor je skoval John R. Pierce, ki je prav tako delal v Bellovih laboratorijih in je nadzoroval skupino, ki je odkrila tranzistor.
Leta 1956 so John Bardeen, William Shockley in Walter Brattain za raziskave na področju polprevodniških elementov in odkritje t. i. tranzistorskega pojava, dobili Nobelovo nagrado za fiziko. V letih, ki so sledila izumu, so začeli tranzistorji vztrajno izpodrivati elektronke, ki so v trenutku izuma tranzistorja postale zastarele. Zaradi načina delovanja in velikosti tranzistorja so električna vezja lahko postala manjša in hitrejša. Če so želeli razvijalci novih vezij hitrost teh še povečati so morali zmanjšati vezje in stisniti tranzistorje in ostale elemente bolj skupaj pritem pa so trčili v samo konstrukcijo tranzistorja, ki je takrat deloval kot samostojen element. Problem sta konec petdesetih let rešila Jack Kilby raziskovalec pri Texas Instruments in Robert Noyce raziskovalec pri Fairchild Camera z metodo pri kateri sta na majhno ploščico natisnila celotno električno vezje. S tem se je rodilo integrirano vezje na katerem se je nahajalo po več sto tranzistorjev in ostalih električnih elementov. Z razvojem tehnologije seje velikost tranzistorjev manjšala kar je pomenilo, da je na integrirano vezje enake velikosti prišlo več deset tisoč tranzistorjev več kakor desetletje pred tem. Število tranzistorjev na integriranem vezju pa se podvoji vsako leto in pol, o tem govori t. i. Moorov zakon. Danes je tranzistor nenadomestljiv elektronski element v skoraj vseh elektronskih napravah.

## Delovanje
Tranzistor deluje kot nekakšen električni ventil, ki uravnava pretok električnih signalov skozi električno vezje. Obstaja več tipov tranzistorjev, najbolj pogost je bipolarni tranzistor, ki je sestavljen iz treh plasti polprevodnika: vhodne plasti (E emitor), nadzorne plasti (B baza) in izhodne plasti (C kolektor). Te plasti tvorijo nekakšen sendvič in so lahko tipa n (negativna) ali tipa p (pozitivna). Ker so plasti tri obstajata dve osnovni konfiguraciji tranzistorja: npn in pnp. Zaporedje plasti ima ključno vlogo pri načinu delovanja tranzistorja. Najbolj pogosto se uporablja konfiguracija npn. Če pri tej konfiguraciji na vhod dovedemo tok elektronov bodo ti stekli čez negativno vhodno plast v pozitivno kontrolno plast kjer bodo zapolnili proste vrzeli v polprevodniku, ko bodo te vrzeli zapolnjene bo tok skozi tranzistor nehal teči. Če pa v kontrolno plast dovedemo majhen pozitivni tok bo ta v polprevodniku ustvaril nove vrzeli. Elektroni bodo te vrzeli poizkušali zapolniti in tako bo skozi tranzistor med vhodno, kontrolno in izhodno plastjo stekel tok. Ker je tok, ki ga dovajamo v kontrolno plast veliko manjši od toka med vhodno in izhodno plastjo je tranzistor idealen element za ojačanje električnih signalov. S tem ko kontroliramo signale v kontrolni plasti nadziramo tudi signale med vhodno in izhodno plastjo kar pomeni, da je tranzistor tudi zelo uporaben kot stikalo.

### Tranzistor kot stikalo
Uporaba tranzistorja kot stikala je ena izmed dveh glavnih načinov uporabe tega električnega elementa. Element se uporablja tako na področju visokih moči kot so napajalniki ali polprevodniška stikala kot tudi na področju nizkih moči kot so npr. logična vrata, ki so danes osnova že skoraj vseh električnih vezij.
Na desni sliki vidimo preprosto električno vezje kjer je tranzistor uporabljen kot stikalo. V tem primeru tranzistor vklaplja in izklaplja žarnico. Ključno vlogo v vezju imata stikalo in upor na bazi tranzistorja. Ko stikalo sklenemo skozi upor na bazi steče tok, ta tok pa nato preko baze tranzistorja regulira tok med emitorjem in kolektorjem, ki vklopi ali izklopi žarnico. Ker so žarnice lahko velikih moči za svoje delovanje pa lahko v tem primeru porabijo velike tokove lahko že z majhnim tokom na bazi tranzistorja reguliramo velik tok med emitorjem in kolektorjem. Kakšne tokove lahko reguliramo s tranzistorjem je odvisno od tipa tranzistorja.
Delovanje tranzistorja kot stikalo je na področju digitalne elektronike pomenilo pravo revolucijo. Saj lahko z uravnavanjem napetostnih nivojev na vhodu dosežemo, da je ta lahko vklopljen ali izklopljen oz. v stanju 1 ali pa v stanju 0. To sta pa tudi edini dve pomembni informaciji v digitalnem svetu.

### Tranzistor kot ojačevalnik
Uporaba tranzistorja kot ojačevalnika je ena izmed dveh glavnih načinov uporabe tranzistorja. Najbolj preprosta in pogosta je vezava s skupnim emitorjem, ki jo vidimo na sliki. Vezje je tako zasnovano, da majhna sprememba napetosti na vhodu ( Vin) povzroči veliko spremembo napetosti na izhodu (Vout) oz. signal se ojača. Kot vhod služi baza tranzistorja kot izhod pa kolektor. Upori v vezju določajo kakšno ojačanje bo imel tranzistor, kondenzatorja na vhodu in izhodu preprečujeta, da bi v vezje prišla DC napetost (enosmerna napetost), namen kondenzatorja na emitorju pa je izboljšanje ojačanja AC signalov (izmeničnih signalov). Opisani ojačevalnik bi se dalo uporabiti za ojačanje signala mikrofona, obstaja pa še cela kopica ojačevalnikov v različnih konfiguracijah z enim ali več tranzistorji. Konfiguracija je odvisna od namena ter od kompleksnosti naprave.
Ojačevalniki imajo danes široko spekter uporabe, uporabljajo se v skoraj vseh električnih napravah. Klasičen vsakdanji primer je uporaba v radiu, mobilnih telefonih, televiziji, radijskih komunikacijah , pri procesiranju signalov, itd. .

## Tipi

### Bipolarni tranzistorji
Je najpogostejši tip tranzistorja, odkrit je bil leta 1947 v Bellovih laboratorijih. Sestavljen je iz dveh pn spojev v kombinaciji npn ali pnp pri čemer p predstavlja pozitivni tip polprevodnika n pa negativni tip polprevodnika. Zaporedje plasti je pomembno pri načinu delovanja tranzistorja. Na vsako polprevodniško plast je pritrjen po en priključek. Te se imenujejo emitor (E), baza (B), in kolektor (C). Tranzistor je izdelan na ploščici polprevodnika, ki je nato vstavljen v plastično ali kovinsko ohišje. Iz tranzistorja molijo tri priključne sponke (emitor, baza in kolektor). Ohišje tranzistorja je odvisno od njegove uporabe. Tranzistorji, ki delujejo na višjih močeh imajo večja kovinska ohišja na katera je mogoče pritrditi hladilne elemente hkrati pa sami delujejo kot hladilni element. Tranzistorji za manjše moči se nahajajo v manjših ohišjih, ki so lahko plastična ali kovinska.
Bipolarni tranzistorje najpogosteje uporabljamo kot ojačevalnike ali kot stikala. V prvem primeru so ti sposobni ojačati majhne spremembe toka na vhodu, zato pravimo da so to aktivni elementi. Kot stikala pa jih najpogosteje najdemo v digitalni tehniki saj lahko z napetostnimi nivoji na vhodu tranzistorja tega odpiramo ali zapiramo. Pri tovrstnih tranzistorjih je pomembna hitrost saj se mora tranzistor čim prej odpreti ali zapreti oz. preiti iz stanja 0 v stanje 1 in obratno.

### Delovanje
Tranzistor je sestavljen iz dveh pn spojev v kombinaciji npn (obstaja tudi kombinacija pnp kjer je proces med elektroni in vrzelmi obrnjen), ki ju lahko priključimo v prevodni ali zaporni smeri. Prvi spoj je med emitorjem in bazo (emitorski spoj) drugi pa med kolektorjem in bazo (kolektorski spoj). Tranzistor je odprt oz. prevaja če je emitorski spoj priključen v prevodni smeri kolektorski pa v zaporni smeri. Ko na emitorski spoj priklopimo napetost Ube (napetost med emitorjem in bazo) ta povzroči da začnejo elektroni in emitorja prehajat v bazo, vrzeli (pozitivni nosilci) pa iz baze v emitor. Takrat skozi emitor steče t. i. emitorski tok Ie. Število vrzeli v bazi je omejeno z dodajanjem primesi polprevodniku zato je vrzeli dosti manj kot elektronov, ki prihajajo iz emitorja v bazo. Bazo tako preplavijo elektroni, ki pa ne stečejo v bazo zaradi zaporne napetosti Ucb
Med kolektorjem in bazo je tako zaporna napetost Ucb, ki preprečuje, da bi elektroni iz kolektorja stekli v bazo, vrzeli pa iz baze v kolektor. Kolektor je na bolj pozitivnem potencialu kot baza zato bolj privlači elektrone iz baze, ki so tja prišli iz emitorja. Ker je emitorski spoj prevodno polariziran priteka v bazo veliko elektronov, zaradi zaporne napetosti med kolektorjem in bazo te ne morejo nadaljevati pot v bazo ampak nadaljujejo pot v kolektor in tako povzročijo kolektorski tok Ic. Ta situacija je možna le če je baza tanka, saj bi se v nasprotnem primeru večina elektronov zapolnila vrzeli v bazi in tok ne bi stekel. Ker pa je tudi v tanki bazi nekaj vrzeli, se te rekombinirajo z elektroni in tako ustvarijo majhen bazni tok Ib.

### Unipolarni tranzistorji
Unipolarnim tranzistorjem pravimo tudi tranzistorji na poljski pojav (field effect transistor ali FET). Sestavljeni so iz istih materialov kot bipolarni tranzistorji, razlikujejo se le po principu delovanja. Čeprav so bili patentirani veliko prej kot bipolarni tranzistorji, so jih začeli razvijati šele sredi šestdesetih let dvajsetega stoletja. Značilnost tega tranzistorja je, da je tok, ki teče skozi tranzistor sestavljen iz večinskih nosilcev naboja. Tok teče skozi polprevodniški kanal, ki se ustvari med priključkoma izvor (S source) in ponor (D drain). Priključek skozi katerega krmilimo tok skozi kanal pa se imenuje vrata (G gate). Po zgradbi ločimo dva tipa unipolarnih tranzistorjev, prvi je spojni FET (JFET junction gate field effect transistor) drugi pa je FET z izoliranimi vrati (IGFET insulated gate field effect transistor). Zadnjega imenujemo tudi MOSFET (metal oxide semiconductor FET) in ima lahko v svoji zgradbi vgrajen kanal ali pa induciran kanal.
Najpogosteje se uporablja JFET. Tako kot bipolarni tranzistor je tudi ta sestavljen iz treh plasti polprevodnika v kombinaciji pnp ali pa npn, ki pa so za razliko od bipolarnega tranzistorja drugače razporejene. Bistvo tega tranzistorja je kanal tipa n, ki povezuje izvor in ponor in je stisnjen med polprevodnika tipa p (polprevodnika sta lahko tudi obrnjena v kombinaciji npn). Na ta polprevodnika je priključen priključek imenovan vrata, s katerim reguliramo delovanje tranzistorja. Ko na kanal priklopimo napetost Uds (napetost med priključkoma D in S), stečejo skozi kanal večinski nosilci, ki so v primeru tipa pnp elektroni. Ti pritekajo skozi izvor S in odtekajo skozi ponor D. Da pa elektroni tečejo skozi kanal, mora biti med spojema pn priklopljena zaporna napetost Ugs, ki mora biti bolj negativna kot je na izvoru. Zaradi napetosti Ugs, ki je priključena v zaporno smer se med kanalom in polprevodnikoma tipa p ustvari zaporna plast, v kateri ni prostih nosilcev elektronov. Ta zaporna plast oži kanala zaradi česar se upornost kanala poveča. Čim večja je zaporna napetost, tem večja je zaporna plast in s tem upornost kanala. Z zaporno napetostjo na kanalu G lahko tako reguliramo pretok elektronov skozi kanal oz. delovanje tranzistorja tako da je ta zaprt ali odprt.

### Ostali tipi tranzistorjev
Bipolarni tranzistorji:
- heterospojni bipolarni tranzistor
- Schottkyev tranzistorja
- tranzistor na plazovit pojav
- darlington tranzistor
- tranzistor z izoliranimi vrati
- tranzistor z več emitorji
- tranzistor z več bazami

Unipolarni tranzistorji:
- JFET (Junction gate field-effect transistor)
- MESFET (Metal semiconductor field effect transistor)
- MOSFET (Metal–oxide–semiconductor field-effect transistor )
- ITFET (Inverted-T field effect transistor)
- FinFET
- FREDFET (Fast-recovery epitaxial diode field-effect transistor)
- TFT (Thin-film transistor)
- OFET (Organic field-effect transistor)
- BDT (Ballistic deflection transistors)
- FGMOSFET (Floating-gate MOSFET)
- Difuzijski tranzistor
- UJT (Unijunction transistor)
- SET (Single-electron transistor)
- Tranzistor z več vrati
- Nanofluidni tranzistor
- Tranzistor z dvojnimi vrati
- JNT (Junctionless nanowire transistor)
- Vakumsko kanalni tranzistor
- CNFET (Carbon nanotube field-effect transistor)

## Zgradba

### Polprevodniški materiali
V tranzistorjih se uporabljajo predvsem naslednji materiali in njihove kombinacije: germanij (Ge), silicij (Si) in germanijev arzenid (GeAs). Germanij in silicij sta bila ena izmed prvih polprevodniških materialov. Sprva sta se uporabljala kot samostojna elementa, kasneje pa so znanstveniki odkrili, da so tranzistorje zgrajeni iz mešanice silicija in germanija dosti hitrejši. Prednost teh materialov je bila predvsem v siliciju, ki ga je bilo mogoče pridobivate poceni in v velikih količinah poleg tega je bilo možno iz njega narediti silicijev oksid, ki se je uporabljal kot izolator. Silicij je imel tudi dobre mehanske lastnosti in stabilnost. Slaba lastnost teh elementov je bila relativno velika toplotna občutljivost. Veliko boljše lastnosti ima mešanica polprevodnikov germanijevega arzenida GeAs. Prednost tranzistorjev iz teh materialov je, da delujejo na izredno visokih frekvencah tudi do 250 GHz ter so temperaturno manj občutljivi od svojih predhodnikov. 
| Polprevodniški material | Prednapetost V @ 25 °C | Gibljivost elektronov m2/(V·s) @ 25 °C | Gibljivost lukenj m2/(V·s) @ 25 °C | Maks. temp. kontakta °C |
| ----------------------- | ---------------------- | -------------------------------------- | ---------------------------------- | ----------------------- |
| Ge                      | 0.27                   | 0.39                                   | 0.19                               | 70 do 100               |
| Si                      | 0.71                   | 0.14                                   | 0.05                               | 150 do 200              |
| GaAs                    | 1.03                   | 0.85                                   | 0.05                               | 150 do 200              |

Grobi parametri za najpogostejše polprevodniške materiale, ki se uporabljajo v tranzistorjih, so navedeni v tabeli na desni strani; Ti parametri so odvisni od temperature, električnega polja, odstotka nečistoč in raznih drugih dejavnikov.
Prednapetost je napetost na stiku emiter-baza, ki je potrebna za dani tok skozi bazo. Z zvišanjem napetosti raste tok eksponentno. Vrednosti v tabeli so značilne za tok 1 mA (enake vrednosti veljajo za polprevodniške diode). Tem nižja je prednapetost, tem bolje za tranzistor, saj je za "pogon" tranzistorja tako potrebno manj energije. Prednapetost za določen tok s povečanjem temperature pada. Za tipičen silicijev kontakt znaša vpliv temperature  -2,1 mV / °C. [1] V nekaterih vezjih je treba uporabiti posebne dodatne elemente (t.i. senzistorje), ki te spremembe kompenzirajo.
Gostota gibljivih nabojev v kanalu MOSFETa je funkcija električnega polja, ki kanal oblikuje, in raznih drugih pojavov, kot na primer raven nečistoč v kanalu. Nekatere nečistoče, tako imenovani dopanti, se namerno vdelujejo v MOSFET, ker njih prisotnost vpliva na karakteristike izdelka.
Gibljivost elektronov in gibljivost lukenj navajajo povprečno hitrost elektronov in lukenj, ki pod vplivom električnega polja v višini 1 V/m difundirajo skozi uporabljeni poplrevodniški material. Na splošno velja, da čim večja je mobilnost elektronov, tem hitreje tranzistor deluje. Tabela kaže, da je s tega vidika Ge boljši material, kot pa Si. Vendar pa ima germanij v primerjavi s silicijem in galijevim arzenidom štiri velike pomanjkljivosti:
- njegova najvišja temperatura je omejena
- ima relativno visok uhajavi tok
- ni sposoben vzdržati visokih napetosti
- manj primeren je za uporabo v integriranih vezjih

Ker je gibljivost elektronov v vseh polprevodnikih višja od mobilnosti lukenj, so bipolarni n-p-n tranzistorji vedno hitrejši kot enakovreden p-n-p tranzistor. GaAs ima od treh polprevodnikov najvišjo mobilnost elektronov, zaradi tega se tudi uporablja v visokofrekvenčnih aplikacijah. Relativno nov razvoj FET tranzistorjev z visoko mobilnostjo elektronov  (HEMT), ima heterostrukturo (spoj med različnimi polprevodniki) iz aluminijevega galij arzenida (AlGaAs)-galij arzenida (GaAs), pri kateri je mobilnost elektronov dvakrat višlja kot v spoju GaAs- kovinska bariera. Zaradi svoje visoke hitrosti in nizke ravni šuma se HEMT uporabljajo v satelitskih sprejemnikih, ki delujejo na frekvencah okrog 12 GHz. Izdelki HEMT na osnovi galijevega nitrida in aluminijevega galijevega nitrida (AlGaN / GaN HEMT) zagotavljajo še večjo gibljivost elektronov.
Stolpec Maks. temperatura navaja povprečje vrednosti več ponudnikov. Teh temperatur se ne sme preseči, da se transzistor ne poškoduje.

### Ohišje
Tranzistorji so zapakirani v različna ohišja. Ta so lahko izdelana iz kovine, plastike, keramike in stekla. Uporaba material je odvisna od tipa tranzistorja in njegove uporabe. Pri velikosti ohišja in materialu iz katerega je ohišje veliko vlogo igrata moč tranzistorja in frekvenca pri kateri ta deluje. Tako imajo tranzistorji, ki delujejo pri velikih močeh večja ohišja iz kovine, ki delujejo kot hladilnik, medtem ko imajo tranzistorji, ki delujejo pri visokih frekvencah majhna ohišja saj so tudi sami majhni, pri teh toplota ne igra tako velike vloge. Ne glede na to, kako ohišje tranzistor uporablja so vsa ohišja standardizirana, kar pa ne velja za funkcijo tranzistorja, saj lahko tranzistorji v podobnih ohišjih opravljajo popolnoma drugo funkcijo. Kakšno funkcijo ima tranzistor podaja njegova oznaka, oznake se razlikujejo od proizvajalca do proizvajalca, ki podrobnejše podatke o tranzistorjih in načinu delovanja podajajo v katalogih.
Glede na način uporabe ločimo dva tipa tranzistorjev. Prvi tip ima nogice, ki nam omogočajo pritrditev na vezje skozi luknje na vezju (through-hole ali leaded). Drugi tip pa so tranzistorji, ki se na vezje pritrdijo površinsko in so znani tudi kot elementi SMD (surface mount device). Prvi so po navadi namenjeni večjim močem zaradi česar so tudi večjih dimenzij in se na vezja vgrajujejo ročno ali strojno saj dostikrat potrebujejo hladilnike, medtem ko so SMD elementi majhni in se praviloma vgrajujejo strojno.